# 和田村 (高知県)
和田村（わだむら）は高知県幡多郡にあった村。現在の宿毛市中心部の北方一帯にあたる。

## 地理
- 山岳：白皇山、本城山、新城山、キガル山
- 河川：松田川、藤川

## 歴史
- 1889年（明治22年）4月1日 - 町村制の施行により、和田村・押ノ川村・二ノ宮村・山北村・中津野村・野地村・草木藪村の区域をもって発足。
- 1942年（昭和17年）6月15日 - 宿毛町に編入。同日和田村廃止。